# Stresow (Berlijn)

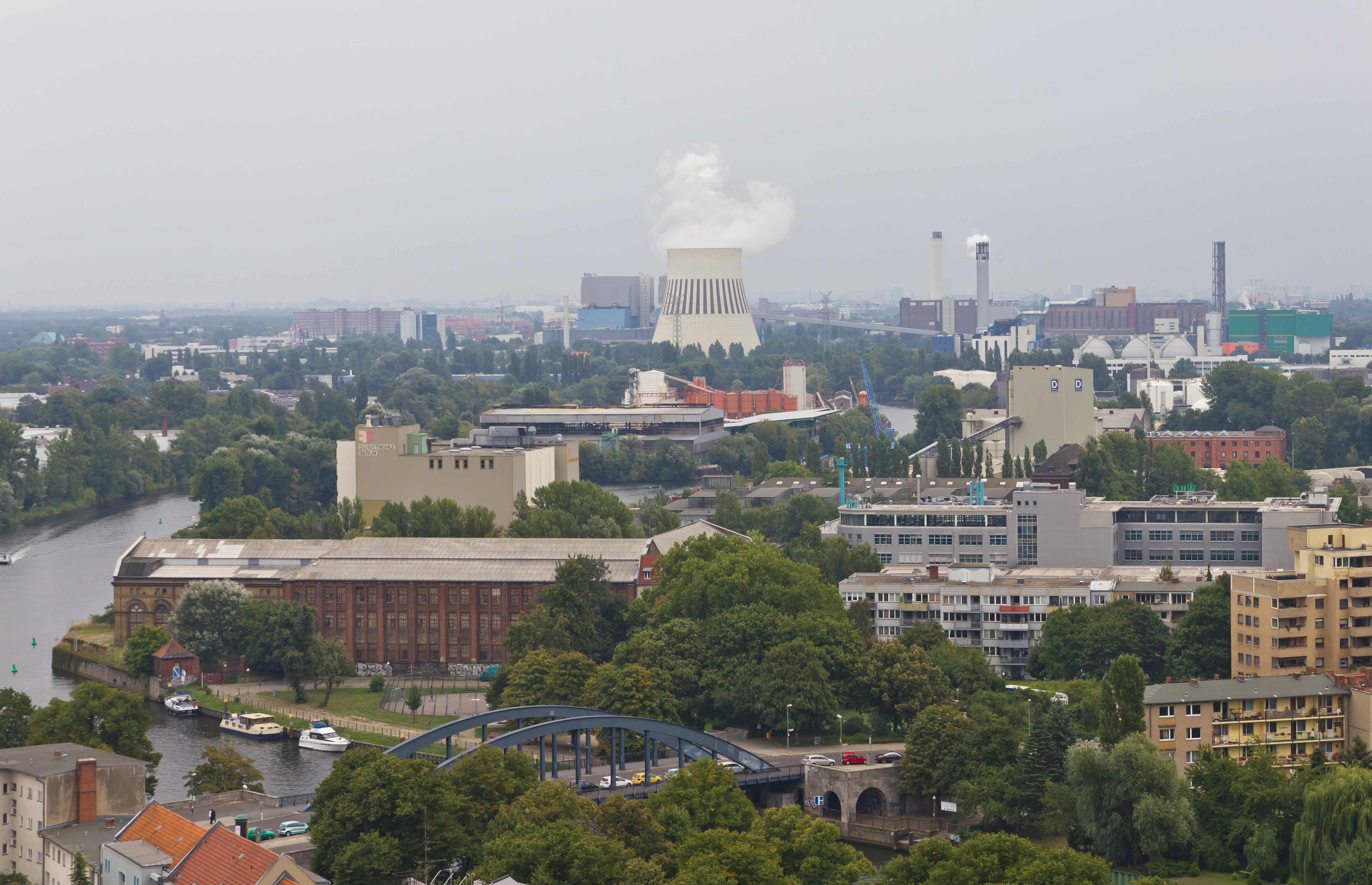

Stresow is een wijk in het Berlijnse stadsdeel Spandau van het district Spandau. Het ligt aan de andere kant van Altstadt Spandau op de linkeroever van de Havel, ten zuiden van de monding van de Spree in de Havel. Stresow is met Altstadt verbonden door twee viaducten en een spoorwegbrug.
In de wijk bevond zich vroeger het centraal station van Spandau, dat na ombouw onder de nieuwe naam  Stresow alleen nog gebruikt wordt voor de S-Bahn van Berlijn.